# Státní znak Toga
Státní znak Toga zobrazuje dva červené lvy s luky a šípy. Mezi lvy se nachází zlatý štít s červenými písmeny RT (zkratka République Togolaise, česky Tožská republika). Nad štítem se nalézají dvě tožské vlajky. Nad nimi je stuha s nápisem Travail, Liberté, Patrie (česky Práce, volnost, otčina). Nápis nahradil původní Union, Paix, Solidarite (česky Jednota, mír, solidarita).
Lvi symbolizují odvahu obyvatel, luky a šípy vyzývají občany k boji za nezávislost země.

## Historie
Původní znak byl přijat 14. března 1962. Dnešní verze pochází z roku 1979.

Návrh znaku německého protektorátu Togoland (1914)
Znak francouzského Toga (1932)
Státní znak Toga (1962–1979)